# Meeting ISTAF Berlim

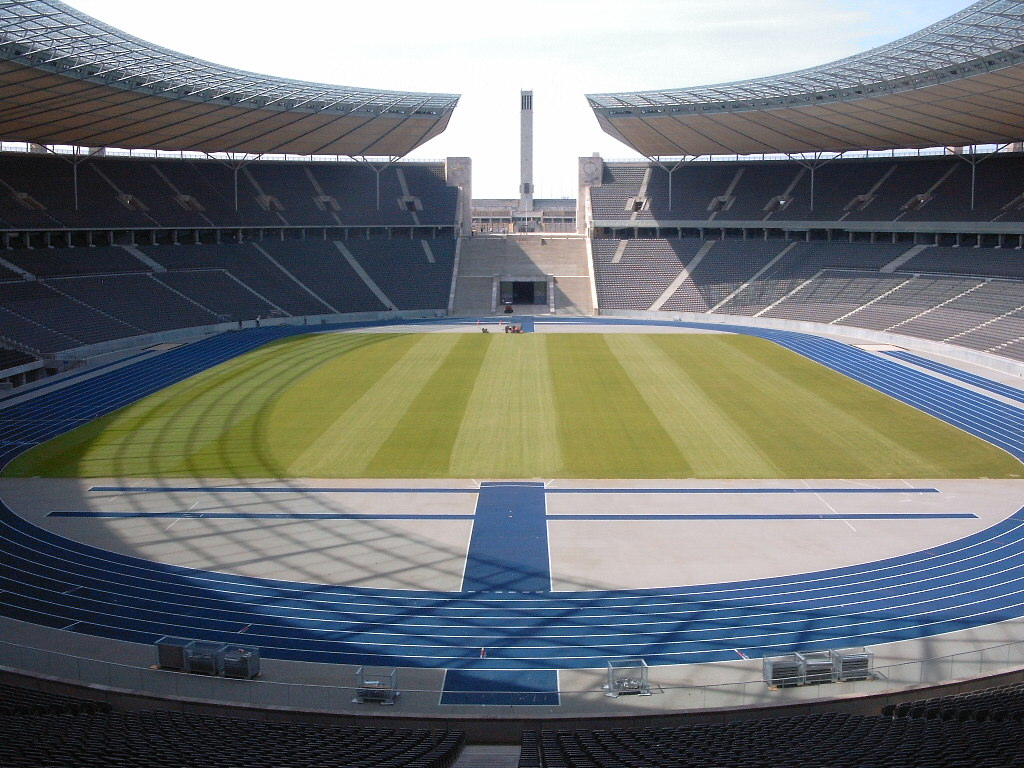
O Estádio Olímpico de Berlim, local onde decorre o Meeting ISTAF.

O ISTAF (Internationales Stadionfest Berlin) é um meeting de atletismo que ocorre anualmente no Estádio Olímpico de Berlim. Fez parte dos seis meetings da Golden League e atualmente faz parte do Mundial Challenge de Atletismo. Costuma sempre ocorrer entre o final de Agosto e início de Setembro, e costuma ser para muitos atletas a corrida de encerramento da temporada, muitas vezes sendo marcante por ser a "last dance" de atletas que estão se aposentando. 

## História
Foi no dia 3 de julho de 1921 que teve lugar a primeira edição de um meeting organizado na época por três organizações atléticas sedeadas em Berlim. Porém, foi só em 1937 que o encontro ganharia o seu nome atual: ISTAF - Internationales Stadionfest. Este meeting, organizado anualmente, só reconheceu raras interrupções, como o período de 1943 a 1948 devido à Segunda Guerra Mundial, o ano de 1950 e finalmente os anos de 1972 e 1973 em consequência do choque causado pelo atentado do Setembro Negro nos Jogos Olímpicos de Munique.
O meeting ISTAF foi crucial para a criação da Golden Four, entre 1993 e 1997, cuja final se desenrolava tradicionalmente em Berlim. Mais tarde, com a criação da Golden League, também a final se disputou em Berlim nas edições entre 1998 a 2002.
Disputando-se habitualmente no Olympiastadion, teve de mudar de sede durante as edições de 2002 e 2003 para o Friedrich Ludwig Jahn Sportpark devido aos trabalhos preparativos para a Copa do Mundo FIFA de 2006.

## Palmarés
Têm sido vários os recordes mundiais batidos no meeting ISTAF.

## Edições
| #   | data                | edição     |
| --- | ------------------- | ---------- |
| 66  | 24 de agosto 2010   | ISTAF 2010 |
| 65  | 14 de junho 2009    | ISTAF 2009 |
| 64  | 1 de junho 2008     | ISTAF 2008 |
| 63  | 16 de setembro 2007 | ISTAF 2007 |
| 62  | 3 de setembro 2006  | ISTAF 2006 |
| 61  | 4 de setembro 2005  | ISTAF 2005 |
| 60  | 12 de setembro 2004 | ISTAF 2004 |
| 59  | 10 de agosto 2003   | ISTAF 2003 |
| 58  | 6 de setembro 2002  | ISTAF 2002 |
| 57  | 31 de agosto 2001   | ISTAF 2001 |
| 56  | 1 de setembro 2000  | ISTAF 2000 |
| 55  | 7 de setembro 1999  | ISTAF 1999 |
| ... | ...                 | ...        |